# 袁桐
袁桐（1871年—?），字孟吾，号侣生，漢軍鑲藍旗人，清朝政治人物、進士出身。
光緒十九年，顺天乡试中举，二十年（1894年），参加光緒甲午科殿試，登進士二甲24名。同年五月，改翰林院庶吉士。光緒二十一年四月，散館，著以知县即用。